# Pterospoda kinoi
Pterospoda kinoi là một loài bướm đêm trong họ Geometridae.